# FSG Typ 1
Der FSG Typ 1 der Flensburger Schiffbau-Gesellschaft gehörte zu einer Serie von Containerschiffstypen, die über die Harmstorf-Gruppe vertrieben wurden.

## Einzelheiten
Der Typ-1-Entwurf wurde Ende der 1970er Jahre von der FSG konzipiert und ab 1980 für mehrere Reedereien gebaut. Die Baureihe bildete die Grundlage zur Weiterentwicklung größerer Schiffstypen. Typ 1 bis Typ 5 bildeten eine Modellfamilie von Containerschiffen von 1150 TEU bis 1800 TEU, die bis zum Verkauf der FSG im Jahr 1982 über das Mutterunternehmen vermarktet wurden.
Die Schiffe sind als vielseitig einsetzbare Containerschiffe mit weit achterem Deckshaus ausgelegt. In der Hauptsache werden sie im Containertransport eingesetzt. Die Containerkapazität beträgt 1150 TEU, von denen 490 TEU in den Laderäumen verstaut werden können. Später wurde diese Kapazität teilweise durch andere Deckstaupläne erhöht. Die Schiffe besitzen fünf Laderäume, die längsschiff durch Längsherfte geteilt sind und durch Pontonlukendeckeln verschlossen werden. Hinter dem Deckshaus befindet sich ein 40-Fuß-Decksstellplatz. Die Schiffe wurden zum Einsatz in Gebieten mit schlecht ausgebauter Hafeninfrastruktur entwickelt und konnten daher mit jeweils zwei mittschiffs angeordneten Bordkränen von je 36 Tonnen Kapazität ausgerüstet werden. Die ersten für die Reederei Janssen gelieferten Schiffe blieben ohne eigenes Ladegeschirr, die Dreierserie für Indonesien erhielt Portaldrehkräne und bei den Einheiten für China kamen herkömmliche elektrohydraulische Drehkräne zum Einsatz.
Der Antrieb der Schiffe besteht aus einem K7SZ70/125BL Zweitakt-Dieselmotor des Herstellers MAN mit einer Leistung von 14.460 PS. Bei den COSCO-Bauten wurde ein Motor des Fabrikats B&W 6L70MC mit 10.051 kW verbaut. Der Motor wirkt direkt auf den Verstellpropeller und ermöglicht eine Geschwindigkeit von etwa 19 Knoten. Weiterhin stehen drei Hilfsdiesel und ein Notdiesel-Generator zur Verfügung. Die An- und Ablegemanöver werden durch ein Bugstrahlruder unterstützt.

## Bauliste
| Harmstorf/FSG Typ 1 Containerschiffe | Harmstorf/FSG Typ 1 Containerschiffe | Harmstorf/FSG Typ 1 Containerschiffe | Harmstorf/FSG Typ 1 Containerschiffe | Harmstorf/FSG Typ 1 Containerschiffe | Harmstorf/FSG Typ 1 Containerschiffe |
| Bauname                              | Ablieferung/Baujahr                  | Baunummer                            | IMO-Nummer                           | Auftraggeber                         | Umbenennungen und Verbleib |
| ------------------------------------ | ------------------------------------ | ------------------------------------ | ------------------------------------ | ------------------------------------ | --- |
| Ambrosia                             | 20. Dezember 1980                    | 656                                  | 7909516                              | H. W. Janssen, Elsfleth              | 1980 TFL Washington, 1983 Ambrosia, 1984 Alster Express, 1985 Ambrosia, 1986 JSS Los Angeles, 1989 Colombo, 1989 CMB Merit, 1991 Merit, 1993 Freshwater Bay, 1994 Kota Mewah 1995 Kota Mewan, 1996 Sao Paulo II, 2008 Emden III, ab 25. Juli 2009 verschrottet |
| Artimon/TFL Adams                    | 23. Mai 1981                         | 657                                  | 7909528                              | H. W. Janssen, Elsfleth              | 1981 Artimon, 1984 Weser Express, 1985 Artimon, 1986 JSS San Francisco, 1988 Erlangen Express, 1990 CMB Mentor, 1990 CMB Meteor, 1993 Hamburg Star, 1993 Meteor, 1995 Kota Maju, 2008 Bestsea                                                                  |
| Jayakarta                            | 1981                                 | 658                                  | 7920560                              | Djakarta Lloyd                       | Anro Jayakarta, Metro, Tiger Metro, Sima Tara, Tara, ab 10. September 2010 abgebrochen |
| Majapahit                            | 1982                                 | 659                                  | 7920572                              | Djakarta Lloyd                       | Tempo, Tiger Bridge, Tempo, 2002 Sima Touba, Abbruch ab 14. Januar 2009 |
| Gowa                                 | 1982                                 | 660                                  | 8026036                              | Djakarta Lloyd                       | 1993 Rhythm, 2000 Tiger Rhythm, 2003 Sima Tina, 2004 Orient Resolve, 2005 Sima Tina, 2010 Tina, ab 10. September 2010 abgebrochen |
| Qing He                              | 1982                                 | 661                                  | 8100521                              | China Ocean Shipping Company         | Orient Stride, 2002 X Press Kailash, 2003 Orient Stride, ab 16. Dezember 2008 abgebrochen |
| Tang He                              | 1983                                 | 662                                  | 8100533                              | China Ocean Shipping Company         | 1999 Orient Strength, 2006 OEL Strength, 2008 Hong Ming, im Juli 2010 zum Abbruch nach China |
| Fen He                               | 1982                                 | 1451                                 | 8318001                              | China Ocean Shipping Company         | Im Unterauftrag auf der Schlichting-Werft, Travemünde gebaut, 1999 Orient Spirit, 2003 X-Press Kailash, 2007 Oel Spirit, 2008 Tartini, ab 27. Nov. 2009 abgebrochen                                                                                            |